# Rotch Barsalou
Pour les articles homonymes, voir Barsalou.
Rotch Barsalou (né le 26 avril 1794 à Agen et mort le 11 juillet 1887 à Saumont) est un banquier et député de la Majorité conservatrice du département de Lot-et-Garonne sous la Monarchie de Juillet.

## Biographie
Rotch Barsalou est banquier à Agen. Le 26 avril 1794 il épouse Jeanne-Joséphine-Agathe Dumon, la sœur du ministre des travaux publics, puis ministre des finances, Pierre Sylvain Dumon.
En 1834, la Société Sieur Rotch-Barsalou vouée aux travaux crée le pont suspendu de Libos. L'adjudication passée le 16 février 1834, en sa faveur, moyennant une concession de 99 ans, fut approuvée a posteriori par l'ordonnance royale du 5 avril 1833.
Élu le 14 décembre 1839, il entre à la chambre des députés et assure la succession marquis de Lusignan, député de Nérac. Ce dernier venait d'être nommé pair de France.
Sa fille épouse le baron René Eschassériaux, député de la Charente-Inférieure.

## Sources
- « Rotch Barsalou », dans Adolphe Robert et Gaston Cougny, Dictionnaire des parlementaires français, Edgar Bourloton, 1889-1891 [détail de l’édition]